# أباران
بلدية أباران (بالإسبانية: Abarán) هي بلدية تقع في منطقة مرسية جنوب شرق إسبانيا. وهي تقع في وادي ريكوت على ضفاف نهر سيغورا على بعد 40 كم من مدينة مورسية.

## الديموغرافيا
بلغ عدد سكان بلدية أباران 12.986 نسمة عام 2011 (وفقاً للمعهد الوطني الإسباني للإحصاء).
| 12.002 | 12.177 | 12.632 | 12.917 | 12.968 | 12.991 | 12.986 |